# Maureen Caird
Maureen Caird, avstralska atletinja, * 29. september 1951, Cumberland, Novi Južni Wales, Avstralija.
Nastopila je na poletnih olimpijskih igrah v letih 1968 in 1972, v svojem prvem nastopu je dosegla uspeh kariere z osvojitvijo naslova olimpijske prvakinje v teku na 80 m z ovirami v starosti 17 let. 